# Edusat
O Edusat (também conhecido por GSAT-3) foi um satélite de comunicação geoestacionário indiano da série GSAT que está localizado na posição orbital de 74 graus de longitude leste, ele foi construído e também é operado pela Organização Indiana de Pesquisa Espacial (ISRO). O satélite foi baseado na plataforma I-2K (I-2000) Bus e sua expectativa de vida útil era de 7 anos. O mesmo saiu de serviço em dezembro de 2010.

## História
O Edusat ou GSAT-3 é o primeiro satélite indiano construído exclusivamente para atender o setor educacional. Destina-se principalmente para atender a demanda por um sistema de educação a distância via satélite interativo para o país.
O satélite foi lançado com sucesso em uma órbita de transferência geoestacionária sobre o primeiro lançamento operacional do Geosynchronous Satellite Launch Vehicle, que voou da Primeira plataforma de lançamento no Centro Espacial de Satish Dhawan em Sriharikota. Edusat foi inicialmente colocado em uma órbita de transferência com um perigeu de 180 quilômetros (110 milhas) e um apogeu de 35.985 km (22.360 milhas) e um período de 10,5 horas, inclinadas a 19,2 graus em relação ao equador.

## Lançamento
O satélite foi lançado com sucesso ao espaço no dia em 20 de setembro de 2004, às 10:31:00 UTC,  por meio de um veículo GSLV Mk.I a partir do Centro Espacial de Satish Dhawan. Ele tinha uma massa de lançamento de 1.950 kg.

## Capacidade e cobertura
O Edusat era equipado com 6 transponders em banda C e 6 em banda Ku destinados ao ensino interativo em áreas remotas da Índia.